# Styraxodesmus furcatus
Styraxodesmus furcatus är en mångfotingart som beskrevs av Chamberlin 1918. Styraxodesmus furcatus ingår i släktet Styraxodesmus och familjen fingerdubbelfotingar. Inga underarter finns listade i Catalogue of Life.